# Hội chứng dầu độc
Hội chứng dầu độc hoặc hội chứng độc hại (tiếng Tây Ban Nha: síndrome del aceite tóxico hoặc síndrome tóxico) là một bệnh cơ xương nổi tiếng khi nó xuất hiện trong một vụ dịch năm 1981 ở Tây Ban Nha đã giết chết hơn 600 người và có khả năng do dầu colza bị ô nhiễm gây ra. Xuất hiện đầu tiên của nó là bệnh phổi, với những đặc điểm bất thường; mặc dù các triệu chứng ban đầu giống như nhiễm trùng phổi, việc dùng kháng sinh không có hiệu quả. Căn bệnh này dường như bị giới hạn ở một số địa phương nhất định, và một số thành viên của một gia đình có thể bị ảnh hưởng, ngay cả khi hàng xóm của họ không có triệu chứng. Sau giai đoạn cấp tính, một loạt các triệu chứng mãn tính khác là rất rõ ràng.

## Nguyên nhân
Nguyên nhân được truy nguồn từ việc tiêu thụ dầu colza vốn được sử dụng cho công nghiệp thay vì sử dụng như thực phẩm. Để ngăn cản sự tiêu thụ của con người, dầu đã bị biến tính bằng cách bổ sung anilin để làm cho nó có mùi và vị khó chịu. Sau đó, nó được nhập khẩu là dầu công nghiệp giá rẻ của công ty RAPSA tại San Sebastián, do RAELCA xử lý và được ITH tinh chế ở Seville để loại bỏ anilin, tạo ra một sản phẩm ngon miệng có thể bán một cách bất hợp pháp. Nó được các nhà cung cấp đường phố bán dưới dạng "dầu ô-liu" tại các chợ đường phố hàng tuần, và được sử dụng cho trộn xà lách và nấu ăn. Giả thuyết thường được chấp nhận nói rằng các hợp chất độc hại có nguồn gốc trong quá trình sàng lọc dầu này.
Một khi nguồn gốc của hội chứng đã được tìm ra, các quan chức y tế công cộng đã tổ chức một chương trình trao đổi, theo đó những người đã mua dầu này có thể trao đổi nó lấy dầu ô liu nguyên chất, do đó nhanh chóng kết thúc bùng phát bệnh dịch.